# Ribeira do Piauí
Ribeira do Piauí är en kommun i Brasilien.   Den ligger i delstaten Piauí, i den östra delen av landet, 1 000 km nordost om huvudstaden Brasília. Antalet invånare är 4 263.
Omgivningarna runt Ribeira do Piauí är huvudsakligen savann. Runt Ribeira do Piauí är det mycket glesbefolkat, med 3 invånare per kvadratkilometer.